# Guerra dei pasticcini
La guerra dei pasticcini, che la tradizione storiografica spagnola chiama anche primo intervento francese in Messico (in spagnolo Primera Intervención francesa en México, o Guerra de los pasteles, in francese Guerre des Pâtisseries), è stata un'invasione francese del Messico, avvenuta nel 1838.

## Il contesto storico
La guerra trasse origine dai vasti disordini che afflissero i primi anni di vita della Repubblica del Messico. Nel 1828 il presidente Manuel Gómez Pedraza allontanò Lorenzo de Zavala dall'incarico di governatore dello Stato del Messico. Zavala, con l'appoggio di Antonio López de Santa Anna, riuscì a radunare a proprio sostegno la maggior parte della guarnigione di Città del Messico (a quel tempo una parte dello stato del Messico). In capo a quattro giorni di combattimento, Zavala riuscì ad avere la meglio, e a insediare un nuovo presidente, Vicente Guerrero.
Gli scontri distrussero molti beni di privati e i cittadini avevano scarse possibilità di ottenere un risarcimento giuridico per i danni sofferti. Non era prevista alcuna figura rappresentativa che potesse assumere pubblicamente le loro parti. Questo valeva pure e a maggior ragione per i proprietari stranieri, che iniziarono ad appellarsi ai rispettivi governi della madrepatria. A dispetto delle ripetute rivendicazioni della Francia, il governo messicano lasciò che la faccenda restasse lettera morta. In futuro, il mancato risarcimento del debito verrà utilizzato come scusante per giustificare l'Intervento francese in Messico del 1861.

## Cronologia
Nel 1832 un pasticciere francese, tale Remontel, denunciò la devastazione del proprio negozio, situato nel distretto di Tacubaya, a seguito del saccheggio da parte di ufficiali dell'esercito messicano. Il pasticciere si appellò al re di Francia Luigi Filippo, chiedendo un indennizzo. Come risarcimento per il proprio cittadino, la Francia chiese 600 000 pesos. Un ulteriore motivo di attrito tra i due paesi era costituito dal mancato rimborso di un prestito di un milione di dollari concesso dalla Francia al Messico. Fu perciò intimato un ultimatum perché il Messico onorasse il suo debito.
Poiché il presidente Anastasio Bustamante non aveva ottemperato all'ultimatum, la Francia diede corso all'operazione militare. Una flotta comandata dal contrammiraglio Charles Baudin impose un blocco navale di tutti i porti messicani dallo Yucatán al Rio Grande, bombardò la fortezza messicana di San Juan de Ulúa e prese il porto di Veracruz. Nel mese di dicembre del 1838, tutta la flotta messicana era stata virtualmente catturata e concentrata a Veracruz. Il Messico, allora, dichiarò guerra alla Francia.
A causa del blocco delle rotte commerciali, i messicani presero a contrabbandare le loro merci attraverso il porto texano di Corpus Christi. Per il timore di essere coinvolti nel blocco navale, i texani organizzarono una milizia con l'intento di pattugliare la zona interessata, impedendo così il contrabbando. Gli Stati Uniti d'America, sempre guardinghi nelle loro relazioni con il Messico, inviarono lo schooner Woodbury in appoggio al blocco navale francese.
Con l'intervento diplomatico dell'Inghilterra, il presidente Bustamante si impegnò infine a rimborsare 600 000 pesos alla Francia. Le forze francesi rientrarono in patria il 9 marzo 1839.